# Tillandsia subg. Anoplophytum
Anoplophytum es un subgénero del género Tillandsia.

## Especies
| - Tillandsia aeranthos (Loiseleur) L.B. Smith - Tillandsia afonsoana T. Strehl - Tillandsia albertiana F. Vervoorst - Tillandsia araujei Mez - Tillandsia arequitae (André) André ex Mez - Tillandsia argentina C.H. Wright - Tillandsia baguagrandensis Rauh - Tillandsia barrosoae W. Till - Tillandsia bella T. Strehl - Tillandsia bergeri Mez - Tillandsia bermejoensis H. Hromadnik - Tillandsia bismarckii Rauh & Lehmann - Tillandsia brachyphylla Baker - Tillandsia burle-marxii Ehlers - Tillandsia camargoensis L. Hromadnik - Tillandsia carminea W. Till - Tillandsia catimbauensis Leme, W. Till & J.A. Siqueira - Tillandsia caulescens Brongniart ex Baker - Tillandsia chapeuensis Rauh - Tillandsia colganii Ehlers - Tillandsia comarapaensis H. Luther - Tillandsia diaguitensis Castellanos - Tillandsia didisticha (E. Morren) Baker - Tillandsia dorisdaltoniae P.L. Ibisch, R. Vásquez, I.G. Vargas & W. Till - Tillandsia dorotheae Rauh - Tillandsia eltoniana E. Pereira - Tillandsia erici Ehlers - Tillandsia esseriana Rauh & L.B. Smith - Tillandsia friesii Mez - Tillandsia gardneri Lindley - Tillandsia geissei Philippi - Tillandsia geminiflora Brongniart - Tillandsia genseri Rauh - Tillandsia globosa Wawra - Tillandsia grazielae Sucre & Braga - Tillandsia guelzii Rauh - Tillandsia hasei Ehlers & L. Hromadnik - Tillandsia hemkeri Rauh - Tillandsia heteromorpha Mez - Tillandsia heubergeri Ehlers - Tillandsia horstii Rauh - Tillandsia itaubensis T. Strehl - Tillandsia ixioides Grisebach - Tillandsia jonesii T. Strehl - Tillandsia jucunda Castellanos - Tillandsia kautskyi E. Pereira - Tillandsia koehresiana Ehlers - Tillandsia krystofii J.J. Halda & P. Hertus - Tillandsia leonamiana E. Pereira - Tillandsia linearis Vellozo - Tillandsia lorentziana Grisebach - Tillandsia macbrideana L.B. Smith - Tillandsia markusii L. Hromadnik - Tillandsia milagrensis Leme - Tillandsia montana Reitz - Tillandsia muhriae W. Weber - Tillandsia nana Baker - Tillandsia neglecta E. Pereira - Tillandsia nuptialis R. Braga & Sucre - Tillandsia organensis Ehlers - Tillandsia oropezana L. Hromadnik - Tillandsia pampasensis Rauh - Tillandsia pfeufferi Rauh - Tillandsia pohliana Mez - Tillandsia polzii Ehlers - Tillandsia pseudomacbrideana Rauh - Tillandsia pseudomontana W. Weber & Ehlers - Tillandsia pucaraensis Ehlers - Tillandsia ramellae W. Till & S. Till - Tillandsia reclinata E. Pereira & Martinelli - Tillandsia recurvifolia Hooker - Tillandsia recurvispica L. Hromadnik & P. Schneider - Tillandsia rohdenardini T. Strehl - Tillandsia rosacea L. Hromadnik & W. Till - Tillandsia rosarioae L. Hromadnik - Tillandsia roseiflora Ehlers & W. Weber - Tillandsia seideliana E. Pereira - Tillandsia sprengeliana Klotzsch ex Mez - Tillandsia stricta Solander - Tillandsia sucrei E. Pereira - Tillandsia tenuifolia Linnaeus - Tillandsia thiekenii Ehlers - Tillandsia toropiensis Rauh - Tillandsia vernicosa Baker - Tillandsia walter-richteri W. Weber - Tillandsia winkleri T. Strehl - Tillandsia xiphioides Ker-Gawler - Tillandsia yuncharaensis W. Till |